# خطبة الجمعة
خطبة الجمعة هي الاسم الفقهي عند المسلمين للخطبتين اللتين يلقيهما الإمام قبل صلاة الجمعة. هي إحدى الشعائر الدينية لدى المسلمين في شتى بقاع العالم. على مذهب أهل السنة والجماعة. هي خطبتان ولها شروط عدّة. وللخطيب فيها شروط أيضًا تكون خطبة الجمعة قبل إقامة صلاة الجمعة في نفس اليوم المسماة به (الجمعة) ووقتها هو وقت صلاة الظهر في بقية أيام الأسبوع.

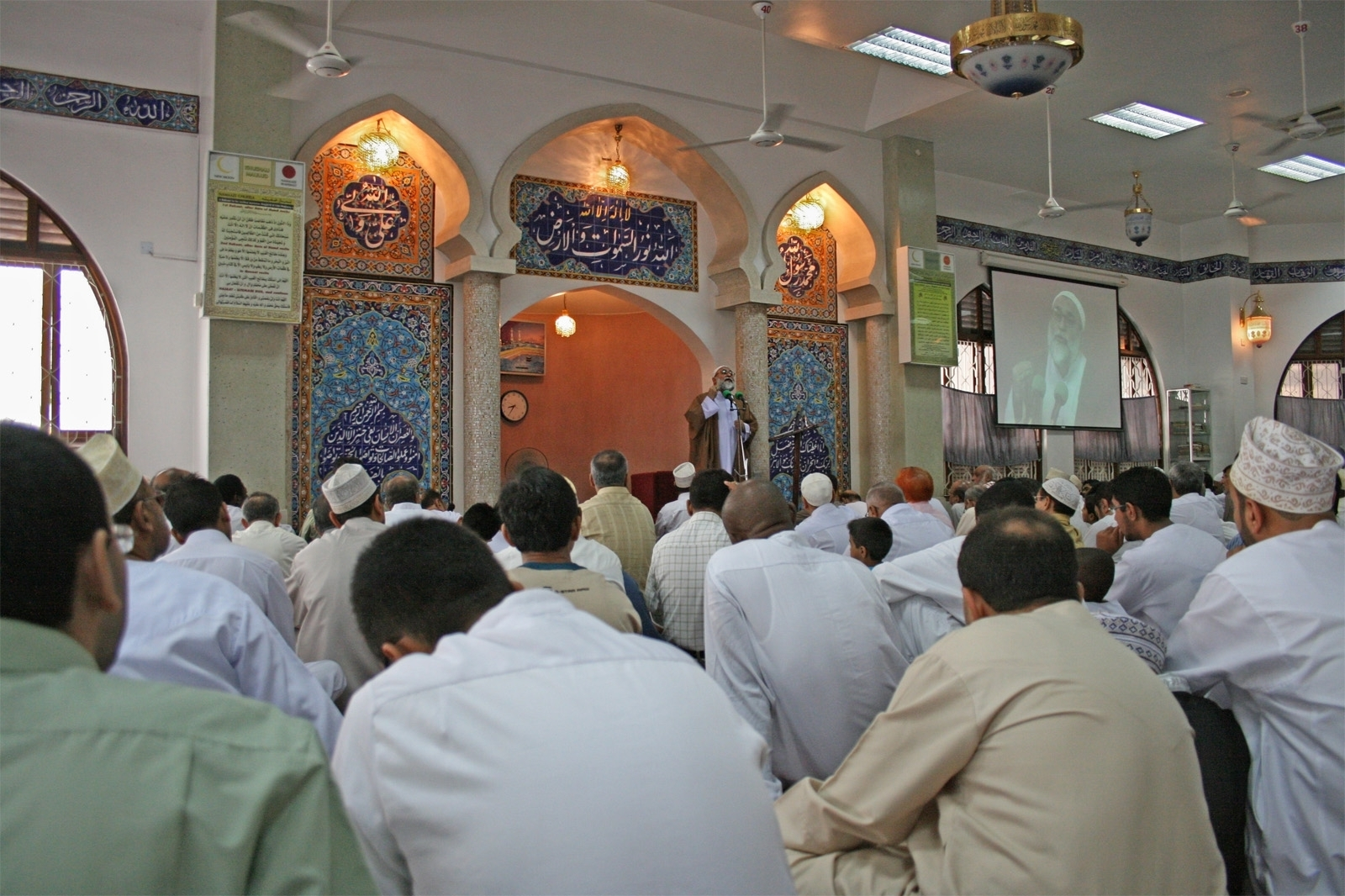
مصلون يستمعون إلى خطبة الإمام

عادة ما تكون خطبة الجمعة المنبر الإعلامي الإسلامي للطرح والتوجيه.. وعادةً ما تكون الخطبة مناسبة لأمر اجتماعي أو ديني كرمضان أو الحج أو أي أحداث أخرى. والمسجد الذي تقام فيه صلاة الجمعة هو مسجد كبير عادةً ويسمى «الجامع».
وقد يكون الإمام غير خطيب لنفس الجامع الذي هو إمامٌ فيه. تختتم عادة الخطبة بالدعاء والصلاة على النبي محمد ، وتقام بعدها الصلاة جهرية وعدد ركعاتها اثنان.

## حكم خطبة الجمعة
اختلف أهل العلم في حكم خطبة الجمعة هل هي واجبة أم لا ؟ على قولين:

### القول الأول
قالوا : إن الخطبة شرط لصحة الجمعة، فلابد أن تتقدمها. وبه قال أبو حنيفة، ومالك، والشافعي، وأحمد. وبه قال عطاء، والنخعي، وقتادة، والثوري، وإسحاق، وأبو ثور. قال القاضي عياض: وهو قول كافة العلماء

### القول الثاني
قالوا : إن الخطبة ليست شرطاً، فلو لم يتقدم الصلاة خطبة فالصلاة صحيحة وتعد جمعة.
وهذا القول قال به الحسن البصري، وداود الظاهري، والجويني، وابن الماجشون من المالكية، وذكر القاضي عياض أنه رواية عن مالك أيضاً

## أول خطبة جمعة
أوّل خطبة جمعة خطبها رسول الإسلام في المدينة المنورة في بداية هجرته إليها، ولم يخطب الجمعة في مكة قبل الهجرة.
الخطبة الأولى
والذي صدّق قوله ونجّز وعده لا خلف لذلك فإنّه يقول (مَا يُبَدَّلُ الْقَوْلُ لَدَيَّ وَمَا أَنَا بِظَلَّامٍ لِّلْعَبِيدِ)، فاتّقوا الله في عاجل أمركم وآجله، في السر والعلاني، فإنّه من يتّق الله يكفّر عنه سيئاته، ويعظم له أجراً، ومن يتّق الله فقد فاز فوزاً عظيماً، وإنّ تقوى الله توقّي مقته، وتوقّي عقوبته، وتوقّي سخطه، وإنّ تقوى الله تبيّض الوجوه، وترضي الرب، وترفع الدرجة.
خذوا بحظكم، ولا تفرّطوا في جنب الله، فقد علّمكم الله كتابه، ونهج لكم سبيله، ليعلم الذين صدقوا ويعلم الكاذبين، فأحسنوا كما أحسن الله اليكم، وعادوا أعداءه، وجاهدوا في الله حقّ جهاده، هو إجتباكم وسمّاكم المسلمين، ليهلك من هلك عن بيّنة، ويحيى من حيّ عن بينة، ولا حول ولا قوّة إلاّ بالله.
الخطبة الثانية